# Cutremurul din Chile (1960)
Cutremurul din Valdivia din 1960 (spaniolă: Terremoto de Valdivia) sau Marele cutremur chilean (spaniolă: Gran terremoto de Chile) din 22 mai este cel mai puternic cutremur înregistrat vreodată. Acesta a avut o magnitudine de moment de 9.5 grade. S-a înregistrat la ora locală 15:11, având o durată de aproximativ 10 minute. Tsunamiul generat a afectat regiuni precum Chile, Hawaii, Japonia, Filipine, Noua Zeelandă, Australia și Insulele Aleutine.